# Попов, Александр Николаевич (политический деятель)
Александр Николаевич Попов (12 марта 1840, Петербург — 20 мая 1910, Соболево-Воробьёво, Смоленская губерния) — землевладелец, земский деятель, депутат Государственной думы I созыва от Смоленской губернии.

## Биография
Дворянин, православного вероисповедания. В 1858 году окончил Второй кадетский корпус, после чего поступил в Николаевскую академию Генерального штаба, которую окончил в 1862 году. В 1863 году отказался от военной карьеры и, выйдя в отставку в чине штабс-капитана, уехал в своё родовое имение Малечкино Череповецкого уезда Новгородской губернии.
Избран гласным уездного земства и c 1873 года первым председателем Череповецкой уездной земской управы. В 1874 году по инициативе А. Н. Попова созван 1-й съезд врачей Новгородской губернии. Тогда же им организованы статистические работы. В 1881 году был вынужден оставить должность председателя.
В 1882 году переехал в Смоленскую губернию, где после смерти тёти Е. А. Страховой получил в наследство имение в селе Воробьёво с прилегающим к нему селом Соболевым и деревней Кузнецово. При первых же выборах избран в гласные Краснинского уездного земского собрания, кооптирован в состав экономического совета при уездной управе. В 1883 году его избирают гласным Смоленского губернского земского собрания. Избран председателем Ревизионной комиссии в Смоленском губернском правлении.
В 1877—1880 годах издавал совместно с женой О. Н. Поповой журнал «Воспитание и обучение», в 1894—1895 годах — журнал «Русское богатство». С 1895 года официальный редактор журнала «Новое дело» (Санкт-Петербург). С 1894 года жил в Петербурге, после закрытия «Нового слова» в 1897 году выслан под надзор полиции в своё смоленское имение.
В 1901 г. он был избран председателем Краснинской уездной управы на очередное трехлетие. В этом качестве уделял большое внимание вопросам народного образования. В Краснинском уезде было открыто 15 новых школ, повышено жалование учителям, создан передвижной музей наглядных пособий. В селе Красном открыта публичная библиотека, заложен общественный сад.
Семья Попова была тесно связана с демократическим, народническим движением. В его имении подолгу жили известный публицист Н. В. Шелгунов и писательница М. К. Цебрикова. Для Шелгунова в Воробьёве был построен деревянный флигель, прозванный «шелгуновским домиком». Шелгунов написал здесь три цикла очерков.
14 апреля 1906 года Попов был избран депутатом Государственной думы I созыва от общего состава выборщиков Смоленского губернского избирательного собрания. По убеждениям А. Н. Попов левее партии «Народной Свободы», но прошёл как её кандидат. Входил в конституционно-демократическую фракцию. Подписал проект «42-х» по аграрному вопросу.
10 июля 1906 года в г. Выборге подписал «Выборгское воззвание» и осужден по ст. 129, ч. 1, п. п. 51 и 3 Уголовного Уложения, приговорён к 3 месяцам тюрьмы и лишен права быть избранным, отбывал наказание в петербургской тюрьме «Кресты». Старейший из осуждённых за «Выборгское воззвание». Уездный и губернский гласный, почётный мировой судья.
В 1908 г. Попов приступил к строительству и обустройству за свои средства в Соболеве-Воробьёве учительской семинарии. Учительская семинария была построена за два года, а после смерти А. Н. Попова (по крайней мере до 1917 года) носила его имя. Проработала до 1956 года, сейчас в её здании открыт детский дом.

## Семья
Жена — Ольга Николаевна Попова (1848—1907), известная издательница.